# Антипірин
Антипіри́н(лат. antipyrinum, феназон, лат. phenasone) — жарознижувальний і болезаспокійливий препарат. Застосовується при невралгіях, мігрені, ревматизмі.
Також використовують у ветеринарії як жарознижувальний засіб.
Фармакологічна група. N02B B01 — Анальгетики, антипіретики.

## Історія
Антипірин синтезовано Кннором у 1883 році.

## Дженерики
Анальгезин, Anodynin, Azophen, Methozin, піразолін, Parodyne, Phenazonum, Phenylon, Pyrazoline, Pyrodin, Sedatin

## Комбіновані препарати
Препарати до складу яких входить антипірин:
Дроплекс, Лоротокс, Максиколд, Отибрю, Отикаїн-Здоров'я, Отикс, Отикс плюс, Отипакс, Отирелакс, Отифон, Ототон, Отофікс, Отіпакс, Флотто, Фуроталгін

### Відео
- Якісні реакції на антипірин 2019, на youtube, 2 хв 19 сек